# Тіете
Тіете (порт. Rio Tietê) — річка в бразильському штаті Сан-Паулу, ліва притока річки Парани.

## Географія
Довжина річки близько 1 130 км (приблизно 145-та за довжиною у світі), вона починає свій витік за 20 км на південний схід від міста Салезополіс, стікає з гірського хребта Серра-ду-Мар, тече на захід — південний захід по Лаплатській низовині, та впадає в річку Парана, трохи вище дамби ГЕС Жупія. Джерело річки в муніципалітеті Салезополіс знаходиться за 15 км від узбережжя океану, але через топографію регіону вона стікає углиб континенту.

## Притоки
- Піракікаба (250 км),
- Сорокаба (227 км),
- Капіварі,
- Жундіа (123 км),
- Піньєйрус (30 км)